# Jaderná chemie
Jaderná chemie je vědní obor, který se zabývá vlastnostmi hmoty a jevy chemické a fyzikálně chemické povahy, jejichž původcem je nebo na nichž se podílí jádro atomu a jeho přeměny a který využívá vlastností jádra a jeho projevů ke studiu a řešení chemických problémů.
Tento vědní obor se pohybuje na rozhraní mnoha odvětví chemie a fyziky.
Podle přístupu bývá rozdělován na dva podobory - radiochemii a radiační chemii.

## Studium jaderné chemie
Z pozice jaderné chemie na rozhraní mnoha odvětví částečně vyplývá její studium: v ČR se proto jaderná chemie studuje jak na Vysoké škole chemicko-technologické, tak na Fakultě jaderné a fyzikálně inženýrská ČVUT.